# Feuilleton télévisé
Pour les articles homonymes, voir Feuilleton.

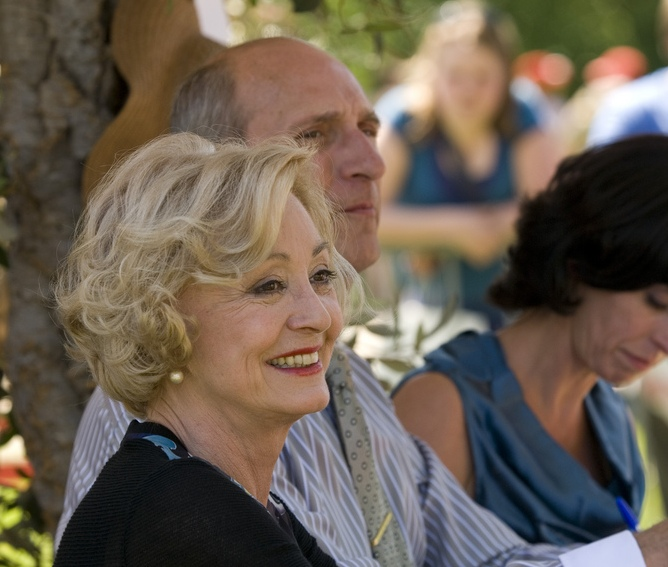
Leah Thys, actrice du feuilleton belge Thuis. Au fond, on peut voir Peter Rouffaer.

Un feuilleton télévisé, ou téléroman au Canada francophone, est une série télévisée qui narre les histoires interconnectées, souvent sentimentales, de multiples personnages.
Une des caractéristiques du feuilleton est que le téléspectateur est « obligé » de regarder tous les épisodes pour en connaître le dénouement. Dans le cas d'un feuilleton réparti sur environ dix épisodes ou moins, le terme utilisé de nos jours est mini-série bien que dans les années 60 et 70 en France les médias et le public qualifiaient naturellement ces productions de feuilletons.

## Terminologie
Le terme « feuilleton » date du XIXe siècle et il est à l'origine utilisé dans la presse écrite par les journaux pour qualifier le bas d'une page où étaient en général casées les critiques relatives aux spectacles. En 1836, on parle de roman-feuilleton (ou « feuilleton-roman »), mais le principe est antérieur : il s'agit d'un roman pré-publié avant sa sortie sous forme de livre en librairie, dont on diffuse chapitre après chapitre tout ou partie à travers un journal, ou un hebdomadaire. L'annonce en était faite en première page (la Une) et le lecteur retrouvait l'épisode en pages suivantes. Certains romans-feuilletons recevaient un tel accueil que le tirage du journal devait être augmenté.
Dès les années 1870, certains éditeurs redécoupent de gros romans, tels que Les Misérables de Victor Hugo en petits fascicules vendus à bon marché permettant de gagner un lectorat populaire, le livre demeurant très cher. Les classiques puis des œuvres originales, parfois rapidement composées, sont ainsi vendues découpés en plusieurs parties, sous la forme de brochures aux couvertures illustrées. En anglais, ce procédé est appelé serial film, la sérialisation est donc antérieure à l'apparition du médium télévisuel.
À partir des années 1908-1910, le cinématographe adapte des romans-feuilletons devenus populaires à l'écran ; on parle en France de « feuilleton-cinéma » ou de « drame en plusieurs parties » : il s'agit de longs métrages découpés en plusieurs parties et présentés en salle à grand renfort de publicité. Ainsi avec Fantômas (1913), plusieurs épisodes à la suite étaient proposés aux spectateurs, les séances étaient entrecoupées de pauses, d'entractes, et duraient beaucoup plus qu'une heure. Ces films présentés en plusieurs actes ou parties, pouvaient également être projetés sur plusieurs semaines ou mois, chaque séance comprenant plusieurs chapitres ou épisodes. Le concept de série est né à ce moment-là. En 1908, Victorin Jasset invente la sérialisation de la fiction filmique, avec Nick Carter d'après John Russel Coryell (1848-1924).
Dès les années 1920-1930, conjointement avec l'expression « dramatique », le terme feuilleton est utilisé pour qualifier une production radiophonique — le feuilleton radiophonique quotidien ou hebdomadaire — puis dans les années 1950, télévisuelle, avec une intrigue en constante évolution répartie sur plusieurs épisodes.

## Histoire
La vague des films sérialisés pour le cinéma décline après 1945 avec le développement de la télévision. Les premières expériences coûtent très cher. Aux États-Unis, les chaînes de télévision imaginent des productions associées à des grandes marques de produits de consommation courante afin de les rentabiliser. Ce modèle économique a pour origine le feuilleton radiophonique tel que Painted Dreams (1930-1943) sponsorisé par Procter & Gamble.
Le premier soap télévisé américain est Faraway Hill (en), produit en 1946, de 30 minutes par épisode diffusé une fois par semaine en direct par la DuMont Television Network, la chaîne commerciale des DuMont Laboratories. Aucune trace n'en reste, le procédé kinéscope n'ayant été popularisé qu'en 1947-1950. En 1949, These Are My Children (en) réalisé par Norman Felton devient le premier soap américain diffusé quotidiennement, sur NBC.
En Europe, des pays comme la France, le Portugal, l'Espagne ou l’Italie ont également produit beaucoup de feuilletons. En 1950, le premier feuilleton français diffusé est L'Agence Nostradamus.
L'adaptation d'un roman en format feuilleton (format appelé « téléroman ») serait apparu pour la première fois au Québec en 1953 à la télévision francophone de Radio-Canada. Il s'agissait de l'adaptation d'un roman de Roger Lemelin, La Famille Plouffe, qui connut un immense succès en français et en version anglaise, de 1953 à 1959.

## Types

### Soap opera
Parmi les soap operas américains, il faut distinguer les daytime soap operas (Les Feux de l'amour, Santa Barbara, Amour, Gloire et Beauté), qui sont tournés au rythme de plus de 200 épisodes par an et diffusés quotidiennement, et qui peuvent perdurer pendant plusieurs décennies, et les prime time soap operas (Dallas, Dynastie, Melrose Place), tournés et diffusés à un rythme plus lent, en moyenne 24 épisodes par an. Contrairement aux daytime soap operas, les prime time soap operas sont découpés en saisons, à la manière des séries « classiques ». En 1960, la télévision britannique lance Coronation Street, toujours diffusé actuellement.

#### Daytime soap operas
Un « feuilleton de jour » (daytime soap opera) est un feuilleton quotidien diffusé en journée, originaire des États-Unis et mettant en scène plusieurs familles (par le biais de multiples intrigues parallèles comme des affaires de famille, des romances, des conflits moraux, etc.). Les soap operas sont diffusés une fois par jour et cinq jours par semaine. À l'origine, ils ciblaient les femmes aux foyers et leur nom, soap, qui signifie savon, était dû au sponsoring de ces feuilletons par des marques de lessive. Les soaps ont recours en permanence au principe de la fin ouverte, ou cliffhanger. Le plus long soap opera est Haine et Passion, diffusé de 1952 à 2009. Le premier soap opera français, Cap des Pins créé par Nicolas Cohen,   a été lancé en 1998 et a duré deux ans, jusqu'en 2000. Au casting, des stars du cinéma et du théâtre comme Claude Jade et Paul Barge ont tenu les rôles principaux. La série était diffusée sur France 2. En France, le soap opera Plus belle la vie, parfois considéré comme le premier soap opera français de très longue date, atteint un record dans la fiction française en dépassant les 3000 épisodes.

#### Feuilleton de première partie de soirée ou saga
Un feuilleton de première partie de soirée (prime time soap opera) ou saga est un feuilleton hebdomadaire diffusé en soirée, qui raconte l'histoire d'une famille sur une période définie. Ce qui distingue la saga d'un soap opera est la qualité de la réalisation et du scénario, plus importante pour une saga. En effet, les moyens financiers sont plus importants et la diffusion est hebdomadaire, nécessitant un rythme plus important que pour un soap. La saga la plus longue est Dallas avec 357 épisodes, suivie de Dynastie avec 220 épisodes.
Dans la fiction française, le terme « saga de l'été » est employé pour désigner une mini-série à dominante familiale et diffusée durant l'été (Zodiaque, Dolmen). La trame repose sur un secret de famille, une lutte d'intérêts ou une énigme policière. Le précurseur de cette forme de feuilleton est Jean Sagols, qui réalisa en 1988 Le Vent des moissons. TF1 diffuse sa dernière saga en 2007, M6 et France 2 en 2008.

### Telenovela
Une telenovela (ou novela) est un feuilleton quotidien d'Amérique latine qui se distingue du soap opera car il possède dès son lancement une fin. La telenovela se veut « populaire ». Sur le continent latino-américain, chaque telenovela possède au moins un personnage venant d'une classe sociale inférieure. La telenovela colombienne Yo soy Betty, la fea a donné lieu à dix-huit adaptations différentes dans le monde.

## Conséquences de la sérialisation
Les arcs scénaristiques (story arcs) peuvent avoir un effet négatif sur les audiences en rendant l'accès plus difficile aux nouveaux téléspectateurs ainsi qu'aux fans qui ont manqué un épisode. Les réseaux de télévision américains considèrent les feuilletons comme plus risqués que les séries dramatiques qui mettent l'accent sur une histoire indépendante chaque semaine. Tom O'Neil du Los Angeles Times ajoute que « ces séries sont difficiles à rejoindre à mi-parcours. ».
Un autre problème est que de nombreux fans préfèrent enregistrer ces séries et regarder toute la saison en une seule session. Ces téléspectateurs ne sont pas inclus dans les audiences car ils sont beaucoup moins susceptibles de regarder les publicités que les téléspectateurs qui suivent en direct. L'abandon de la visualisation en direct au profit de DVR, iTunes ou Hulu a nui aux publicités de nombreuses séries parce qu'il y a moins ou pas de pub et elles peuvent être rapidement avancées ou obsolètes.
Préoccupés par les audiences de story arcs complexes, les réseaux demandent parfois aux showrunners (producteurs exécutifs) de réduire la sérialisation. Les dirigeants des réseaux pensent que les épisodes autonomes permettent aux nouveaux téléspectateurs de rejoindre plus facilement une série en cours de route, même si cela peut entraîner un conflit avec les téléspectateurs réguliers qui ont tendance à préférer davantage les story arcs. Alias a commencé comme une série plus feuilletonnante, mais est devenue plus tard plus autonome sous la pression du réseau. Au cours de la troisième saison de Battlestar Galactica, le showrunner Ronald D. Moore a également été poussé à faire des épisodes plus autonomes. Cela a entraîné des critiques négatives à la fois de la part des fans et des critiques, et Moore a révélé dans le podcast final de la troisième saison que le réseau a finalement admis que les épisodes stand-alone ne sont tout simplement pas adaptés pour l'histoire qu'il essayait de raconter. Moore a également déclaré qu'une raison majeure pour laquelle le réseau a été réticent à donner son feu vert pour Caprica était parce que les story arcs lourds ont des difficultés à attirer de nouveaux spectateurs, par rapport à une série composée d'épisodes stand-alone. Selon Todd A. Kessler, la deuxième saison de Damages sera moins feuilletonnante afin de rendre la série plus accessible aux nouveaux téléspectateurs. Tim Kring, le créateur de Heroes, a également suggéré que sa série peut s'éloigner de la narration feuilletonnante : « Je pense que la série doit se tourner vers des épisodes stand-alone pour survivre. »
Les réseaux ont également déconseillé des story arcs complexes car ils ont moins de succès lors des rediffusions et parce que les épisodes stand-alone peuvent être rediffusés sans souci d'ordre.
Le magazine Entertainment Weekly et le quotidien Chicago Tribune ont exprimé leur inquiétude vis-à-vis des audiences en baisse qui peuvent conduire à une réduction importante de la narration feuilletonnante. Pour mettre en évidence la situation, lors de la saison 2006-2007, pas moins de cinq séries feuilletonnantes ont été introduites (Jericho, Kidnapped, Vanished, The Nine et Drive), qui ont connu une annulation assez rapide en raison de faibles audiences.
Cependant, depuis 2000, chaque lauréat du Primetime Emmy Award de la meilleure série dramatique a été décerné à un feuilleton dramatique : À la Maison-Blanche (2000, 2001, 2002, 2003), Les Soprano (2004, 2007), Lost : Les Disparus (2005), 24 heures chrono (2006), Mad Men (2008, 2009, 2010, 2011), Homeland (2012), Breaking bad (2013, 2014), Game of Thrones (2015, 2016, 2018, 2019), The Handmaid's Tale : La Servante écarlate (2017), Succession (2020).
Depuis les années 2010, les producteurs multiplient les Univers de fiction, par exemple One Chicago ou l'Arrowverse, où l'histoire débute dans une série, se poursuit dans une autre et conclut dans une troisième, souvent diffusés le même soir dans son pays d'origine et doivent donc être regardées dans cet ordre. Il faut parfois être à jour dans toutes les séries impliquées avant d'entamer le visionnement de l'événement crossover. Il est aussi courant, hors événements, qu'un ou des personnages d'une série soient invités ou récurrents dans l'autre de la même franchise. Ces séries conservent toutefois leur statut de série télévisée.